# Ballspielverein Borussia 09 Dortmund 1965-1966
Questa voce raccoglie le informazioni riguardanti il Ballspielverein Borussia 09 Dortmund nelle competizioni ufficiali della stagione 1965-1966.

## Stagione
Nella stagione 1965-1966 il Borussia Dortmund, allenato da Willy Multhaup, concluse il campionato di Bundesliga al 2º posto. In Coppa di Germania il Borussia Dortmund fu eliminato al turno preliminare dal Bayern Monaco. In Coppa delle coppe il Borussia Dortmund vinse la finale con il Liverpool.

## Rosa
| N. |                     | Ruolo | Calciatore       |
| -- | ------------------- | ----- | ---------------- |
|    | Germania (bandiera) | P     | Hans Tilkowski   |
|    | Germania (bandiera) | P     | Bernhard Wessel  |
|    | Germania (bandiera) | D     | Rudi Assauer     |
|    | Germania (bandiera) | D     | Gerd Cyliax      |
|    | Germania (bandiera) | D     | Lothar Geisler   |
|    | Germania (bandiera) | D     | Friedhelm Groppe |
|    | Germania (bandiera) | D     | Udo Ockmann      |
|    | Germania (bandiera) | D     | Wolfgang Paul    |
|    | Germania (bandiera) | D     | Manfred Pfeiffer |
|    | Germania (bandiera) | D     | Theodor Redder   |

| N. |                     | Ruolo | Calciatore         |
| -- | ------------------- | ----- | ------------------ |
|    | Germania (bandiera) | C     | Hoppy Kurrat       |
|    | Germania (bandiera) | C     | Aki Schmidt        |
|    | Germania (bandiera) | C     | Hermann Straschitz |
|    | Germania (bandiera) | C     | Wilhelm Sturm      |
|    | Germania (bandiera) | C     | Jürgen Weber       |
|    | Germania (bandiera) | A     | Harald Beyer       |
|    | Germania (bandiera) | A     | Lothar Emmerich    |
|    | Germania (bandiera) | A     | Sigfried Held      |
|    | Germania (bandiera) | A     | Stan Libuda        |
|    | Germania (bandiera) | A     | Reinhold Wosab     |

## Organigramma societario
Area tecnica
- Allenatore: Willy Multhaup
- Allenatore in seconda: Heinz Kwiatkowski
- Preparatore dei portieri:
- Preparatori atletici:

## Calciomercato

### Sessione estiva
| Acquisti | Acquisti      | Acquisti          | Acquisti |
| R.       | Nome          | da                | Modalità |
| -------- | ------------- | ----------------- | -------- |
| A        | Sigfried Held | Kickers Offenbach |          |
| A        | Stan Libuda   | Schalke 04        |          |

| Cessioni | Cessioni       | Cessioni    | Cessioni |
| R.       | Nome           | a           | Modalità |
| -------- | -------------- | ----------- | -------- |
| A        | Franz Brungs   | Norimberga  |          |
| A        | Timo Konietzka | Monaco 1860 |          |

## Risultati

### Bundesliga

#### Girone di andata
| Arbitro: | Tschenscher |

|                                         |           |  |
| Ulsaß 37’ Dulz 61’ Gerwien 72’ Moll 75’ | Marcatori |  |

| Arbitro: | Sturm |

|              |           |  |
| Emmerich 26’ | Marcatori |  |

| Arbitro: | Fischer |

|  |           |                         |
|  | Marcatori | 9’ Emmerich 62’ Schmidt |

| Arbitro: | Schulenburg |

|                                       |           |          |
| Emmerich 25’, 86’ Weber 38’ Wosab 74’ | Marcatori | 45’ Wild |

| Arbitro: | Lutz |

|                                                   |           |                                                          |
| Milder 43’ (rig.) Rupp 59’ Netzer 63’, 70’ (rig.) | Marcatori | 22’ (rig.), 64’, 73’ (rig.) Emmerich 49’ Sturm 69’ Wosab |

| Arbitro: | Mathieu |

|                       |           |                               |
| Herrmann 45’ Pyka 63’ | Marcatori | 41’, 69’ Emmerich 62’ Geisler |

| Arbitro: | Fischer |

|               |           |                              |
| Held 44’, 72’ | Marcatori | 32’ Peltonen 58’ Pohlschmidt |

| Arbitro: | Sturm |

|  |           |                |
|  | Marcatori | 38’, 83’ Wosab |

| Arbitro: | Spinnler |

|                   |           |  |
| Emmerich 42’, 78’ | Marcatori |  |

| Arbitro: | Tschenscher |

|            |           |         |
| Laszig 32’ | Marcatori | 7’ Held |

| Arbitro: | Wengenmayer |

|                                              |           |  |
| Libuda 47’ Held 55’ Emmerich 71’ Schmidt 87’ | Marcatori |  |

| Arbitro: | Ott |

|            |           |              |
| Peters 79’ | Marcatori | 40’ Emmerich |

| Arbitro: | Herden |

|           |           |             |
| Sturm 13’ | Marcatori | 22’ Schmidt |

| Arbitro: | Handwerker |

|            |           |                       |
| Müller 33’ | Marcatori | 28’ Held 31’ Emmerich |

| Arbitro: | Kreitlein |

|                                |           |               |
| Libuda 38’ Emmerich 73’ (rig.) | Marcatori | 16’ Zebrowski |

| Arbitro: | Schulenburg |

|                     |           |                     |
| Heiß 29’ Rebele 79’ | Marcatori | 73’ (rig.) Emmerich |

| Arbitro: | Ott |

|                                 |           |  |
| Schmidt 31’ Libuda 65’ Paul 76’ | Marcatori |  |

#### Girone di ritorno
| Arbitro: | Regely |

|              |           |          |
| Emmerich 50’ | Marcatori | 32’ Dulz |

| Arbitro: | Jacobi |

|           |           |                                 |
| Kuntz 73’ | Marcatori | 40’ Held 66’ Sturm 77’ Emmerich |

| Arbitro: | Redelfs |

|                                |           |                |
| Sturm 2’ Emmerich 24’ Held 47’ | Marcatori | 38’ Rosenfeldt |

| Karlsruhe 5 febbraio 1966, ore 15:00 CET 21ª giornata | Karlsruhe | 0 – 0 referto | Borussia Dortmund | Wildparkstadion (50 000 spett.)\| Arbitro: \| Herden \| |
| Arbitro:                                              | Herden    |               |                   |                                                         |

| Arbitro: | Wengenmayer |

|                        |           |          |
| Emmerich 52’, 75’, 84’ | Marcatori | 79’ Rupp |

| Arbitro: | Riegg |

|                                                                  |           |  |
| Held 27’, 29’ Schmidt 28’, 74’ Sturm 67’ Kurrat 72’ Emmerich 77’ | Marcatori |  |

| Arbitro: | Kreitlein |

|            |           |            |
| Dörfel 46’ | Marcatori | 32’ Cyliax |

| Arbitro: | Herden |

|                            |           |  |
| Emmerich 48’, 66’ Held 83’ | Marcatori |  |

| Norimberga 19 marzo 1966, ore 16:00 CET 26ª giornata | Norimberga | 0 – 0 referto | Borussia Dortmund | Städtisches Stadion (60 000 spett.)\| Arbitro: \| Deuschel \| |
| Arbitro:                                             | Deuschel   |               |                   |                                                               |

| Arbitro: | Handwerker |

|                                          |           |  |
| Emmerich 45’ (rig.), 84’, 89’ Kurrat 76’ | Marcatori |  |

| Kaiserslautern 2 aprile 1966, ore 16:00 CET 28ª giornata | Kaiserslautern | 0 – 0 referto | Borussia Dortmund | Betzenbergstadion (32 000 spett.)\| Arbitro: \| Heumann \| |
| Arbitro:                                                 | Heumann        |               |                   |                                                            |

| Arbitro: | Schulenburg |

|                                             |           |  |
| Schmidt 31’ Held 55’ Sturm 69’ Emmerich 87’ | Marcatori |  |

| Arbitro: | Jacobi |

|                   |           |             |
| Lotz 55’ Rühl 57’ | Marcatori | 82’ Schmidt |

| Arbitro: | Kreitlein |

|                              |           |                 |
| Emmerich 29’, 44’ Cyliax 80’ | Marcatori | 56’, 58’ Müller |

| Arbitro: | Tschenscher |

|                    |           |  |
| Höttges 89’ (rig.) | Marcatori |  |

| Arbitro: | Ott |

|  |           |                              |
|  | Marcatori | 66’ Brunnenmeier 89’ Grosser |

| Arbitro: | Treichel |

|                                    |           |          |
| Solz 6’ Huberts 8’, 80’ Blusch 22’ | Marcatori | 2’ Wosab |

### Coppa di Germania
| Arbitro: | Deuschel |

|                         |           |  |
| Ohlhauser 1’ Müller 40’ | Marcatori |  |

### Coppa delle Coppe
| Arbitro: | Righi |

|             |           |                                           |
| Chircop 30’ | Marcatori | 27’ Emmerich 58’, 65’ Wosab 62’, 64’ Held |

| Arbitro: | Meighan |

|                                                              |           |  |
| Emmerich 5’ (rig.), 37’, 52’, 58’, 67’, 74’ Schmidt 26’, 63’ | Marcatori |  |

| Arbitro: | Emsberger |

|                                |           |  |
| Sturm 17’ Held 24’ Schmidt 54’ | Marcatori |  |

| Arbitro: | Sarvan |

|                                         |           |                       |
| Romanov 7’, 43’, 68’ Vasilev 74’ (rig.) | Marcatori | 24’ Held 39’ Emmerich |

| Arbitro: | Clements |

|              |           |              |
| Mendonça 86’ | Marcatori | 58’ Emmerich |

| Arbitro: | Aranyosi |

|              |           |  |
| Emmerich 16’ | Marcatori |  |

| Arbitro: | De Mendibíl |

|            |           |                   |
| Peters 52’ | Marcatori | 80’, 82’ Emmerich |

| Arbitro: | Campanati |

|                             |           |           |
| Emmerich 1’, 28’ Cyliax 86’ | Marcatori | 43’ Byrne |

| Arbitro: | Schwinte |

|                      |           |          |
| Held 61’ Libuda 109’ | Marcatori | 68’ Hunt |

## Statistiche

### Statistiche di squadra
| Competizione      | Punti | In casa | In casa | In casa | In casa | In casa | In casa | In trasferta | In trasferta | In trasferta | In trasferta | In trasferta | In trasferta | Totale | Totale | Totale | Totale | Totale | Totale | DR  |
| Competizione      | Punti | G       | V       | N       | P       | Gf      | Gs      | G            | V            | N            | P            | Gf           | Gs           | G      | V      | N      | P      | Gf     | Gs     | DR  |
| ----------------- | ----- | ------- | ------- | ------- | ------- | ------- | ------- | ------------ | ------------ | ------------ | ------------ | ------------ | ------------ | ------ | ------ | ------ | ------ | ------ | ------ | --- |
| Bundesliga        | 47    | 17      | 13      | 3       | 1       | 47      | 12      | 17           | 6            | 6            | 5            | 23           | 24           | 34     | 19     | 9      | 6      | 70     | 36     | +34 |
| Coppa di Germania | -     | 0       | 0       | 0       | 0       | 0       | 0       | 1            | 0            | 0            | 1            | 0            | 2            | 1      | 0      | 0      | 1      | 0      | 2      | -2  |
| Coppa delle coppe | -     | 5       | 5       | 0       | 0       | 17      | 2       | 4            | 2            | 1            | 1            | 10           | 7            | 9      | 7      | 1      | 1      | 27     | 9      | +18 |
| Totale            | 47    | 22      | 18      | 3       | 1       | 64      | 14      | 22           | 8            | 7            | 7            | 33           | 33           | 44     | 26     | 10     | 8      | 97     | 47     | +50 |

### Andamento in campionato
| Giornata  | 1  | 2  | 3 | 4 | 5 | 6 | 7 | 8 | 9 | 10 | 11 | 12 | 13 | 14 | 15 | 16 | 17 | 18 | 19 | 20 | 21 | 22 | 23 | 24 | 25 | 26 | 27 | 28 | 29 | 30 | 31 | 32 | 33 | 34 |
| --------- | -- | -- | - | - | - | - | - | - | - | -- | -- | -- | -- | -- | -- | -- | -- | -- | -- | -- | -- | -- | -- | -- | -- | -- | -- | -- | -- | -- | -- | -- | -- | -- |
| Luogo     | T  | C  | T | C | T | T | C | T | C | T  | C  | T  | C  | T  | C  | T  | C  | C  | T  | C  | T  | C  | C  | T  | C  | T  | C  | T  | C  | T  | C  | T  | C  | T  |
| Risultato | P  | V  | V | V | V | V | N | V | V | N  | V  | N  | N  | V  | V  | P  | V  | N  | V  | V  | N  | V  | V  | N  | V  | N  | V  | N  | V  | P  | V  | P  | P  | P  |
| Posizione | 18 | 12 | 6 | 4 | 3 | 2 | 3 | 2 | 2 | 2  | 2  | 2  | 4  | 3  | 3  | 3  | 3  | 3  | 3  | 2  | 3  | 3  | 1  | 1  | 1  | 1  | 1  | 1  | 1  | 1  | 1  | 1  | 2  | 2  |

Legenda:

Luogo: C = Casa; T = Trasferta. Risultato: V = Vittoria; N = Pareggio; P = Sconfitta.

### Statistiche dei giocatori
| Giocatore     | Bundesliga | Bundesliga | Bundesliga  | Bundesliga | Coppa di Germania | Coppa di Germania | Coppa di Germania | Coppa di Germania | Coppa delle coppe | Coppa delle coppe | Coppa delle coppe | Coppa delle coppe | Totale   | Totale | Totale      | Totale     |
| Giocatore     | Presenze   | Reti       | Ammonizioni | Espulsioni | Presenze          | Reti              | Ammonizioni       | Espulsioni        | Presenze          | Reti              | Ammonizioni       | Espulsioni        | Presenze | Reti   | Ammonizioni | Espulsioni |
| ------------- | ---------- | ---------- | ----------- | ---------- | ----------------- | ----------------- | ----------------- | ----------------- | ----------------- | ----------------- | ----------------- | ----------------- | -------- | ------ | ----------- | ---------- |
| R. Assauer    | 18         | 0          | 0           | 0          | 0                 | 0                 | 0                 | 0                 | 5                 | 0                 | 0                 | 0                 | 23       | 0      | 0           | 0          |
| H. Beyer      | 0          | 0          | 0           | 0          | 0                 | 0                 | 0                 | 0                 | 0                 | 0                 | 0                 | 0                 | 0        | 0      | 0           | 0          |
| G. Cyliax     | 14         | 2          | 0           | 0          | 0                 | 0                 | 0                 | 0                 | 5                 | 1                 | 0                 | 0                 | 19       | 3      | 0           | 0          |
| L. Emmerich   | 34         | 31         | 0           | 0          | 1                 | 0                 | 0                 | 0                 | 9                 | 14                | 0                 | 0                 | 44       | 45     | 0           | 0          |
| L. Geisler    | 17         | 1          | 0           | 0          | 1                 | 0                 | 0                 | 0                 | 0                 | 0                 | 0                 | 0                 | 18       | 1      | 0           | 0          |
| F. Groppe     | 15         | 0          | 0           | 0          | 1                 | 0                 | 0                 | 0                 | 4                 | 0                 | 0                 | 0                 | 20       | 0      | 0           | 0          |
| S. Held       | 30         | 11         | 0           | 0          | 1                 | 0                 | 0                 | 0                 | 9                 | 5                 | 0                 | 0                 | 40       | 16     | 0           | 0          |
| H. Kurrat     | 34         | 2          | 0           | 0          | 1                 | 0                 | 0                 | 0                 | 9                 | 0                 | 0                 | 1                 | 44       | 2      | 0           | 1          |
| S. Libuda     | 30         | 3          | 0           | 0          | 0                 | 0                 | 0                 | 0                 | 9                 | 1                 | 0                 | 0                 | 39       | 4      | 0           | 0          |
| U. Ockmann    | 0          | 0          | 0           | 0          | 0                 | 0                 | 0                 | 0                 | 0                 | 0                 | 0                 | 0                 | 0        | 0      | 0           | 0          |
| W. Paul       | 33         | 1          | 0           | 0          | 1                 | 0                 | 0                 | 0                 | 9                 | 0                 | 0                 | 0                 | 43       | 1      | 0           | 0          |
| M. Pfeiffer   | 0          | 0          | 0           | 0          | 1                 | 0                 | 0                 | 0                 | 0                 | 0                 | 0                 | 0                 | 1        | 0      | 0           | 0          |
| T. Redder     | 30         | 0          | 0           | 0          | 1                 | 0                 | 0                 | 0                 | 9                 | 0                 | 0                 | 0                 | 40       | 0      | 0           | 0          |
| A. Schmidt    | 25         | 7          | 0           | 0          | 1                 | 0                 | 0                 | 0                 | 8                 | 3                 | 0                 | 0                 | 34       | 10     | 0           | 0          |
| H. Straschitz | 4          | 0          | 0           | 0          | 0                 | 0                 | 0                 | 0                 | 0                 | 0                 | 0                 | 0                 | 4        | 0      | 0           | 0          |
| W. Sturm      | 30         | 6          | 0           | 0          | 0                 | 0                 | 0                 | 0                 | 9                 | 1                 | 0                 | 0                 | 39       | 7      | 0           | 0          |
| H. Tilkowski  | 34         | 0          | 0           | 0          | 1                 | 0                 | 0                 | 0                 | 7                 | 0                 | 0                 | 0                 | 42       | 0      | 0           | 0          |
| J. Weber      | 6          | 1          | 0           | 0          | 0                 | 0                 | 0                 | 0                 | 1                 | 0                 | 0                 | 0                 | 7        | 1      | 0           | 0          |
| B. Wessel     | 0          | 0          | 0           | 0          | 0                 | 0                 | 0                 | 0                 | 2                 | 0                 | 0                 | 0                 | 2        | 0      | 0           | 0          |
| R. Wosab      | 20         | 5          | 0           | 0          | 1                 | 0                 | 0                 | 0                 | 4                 | 2                 | 0                 | 0                 | 25       | 7      | 0           | 0          |